# CUS Ferrara Rugby
Il CUS Ferrara Rugby è la sezione di rugby a 15 del CUS Ferrara, il centro universitario sportivo della città di Ferrara.

## Storia
Nel 1969 venne fondata la sezione rugby del CUS Ferrara; tuttavia, si dovette attendere fino al campionato 1983-84 di serie C2 per la prima promozione in serie C1, datata 6 maggio 1984. La squadra, guidata dall'allora allenatore Isidoro Quaglio, battendo il Thiene per 21-10 conquistò la sua prima storica promozione; in campo vi erano: Claudio Trombetta, Silvano Roncarati e Dario Cavaliere, futuri dirigenti del club.
L'8 maggio 1994 nello spareggio promozione sul campo neutro di Frassinelle, il CUS Ferrara si impose sulla formazione di Pieve di Cento col punteggio di 14-8, aggiudicandosi la prima promozione in serie B: tre calci di punizione di Andrea Chiarelli e la meta decisiva di Lorenzo Bruni Pirani. Da non dimenticare, il titolo italiano universitario di rugby a 7 conquistato due settimane dopo a Pesaro in una emozionante finale contro gli studenti di Parma.
Il CUS Ferrara rimase in serie B per otto anni, fino alla stagione 2002-03 quando, a seguito di una fusione con il Bologna, il CUS Ferrara si iscrisse al campionato di serie A, partendo con 2 punti di penalizzazione e retrocedendo per soli 3 punti al termine della stagione regolare. La squadra, al termine di questa breve avventura e dopo lo scioglimento col Bologna, ripartì dalla serie C fino al 17 giugno 2007 quando, guidata da Silvano Roncarati, venne promossa in serie B, per poi retrocedere nuovamente l'anno successivo. La serie B venne ritrovata sotto la guida del tecnico Andrea Fabbri nel 2011 e disputata ininterrottamente fino al campionato 2015-16, che terminò con la relegazione.

## Cronistoria
| Cronistoria del CUS Ferrara Rugby |
| --- |
| - 1969 · Fondazione del CUS Ferrara Rugby - 1969-70 · in serie C2 - 1970-71 · in serie C2 - 1971-72 · in serie C2 - 1972-73 · in serie C2 - 1973-74 · in serie C2 - 1974-75 · in serie C2 - 1975-76 · in serie C2 - 1976-77 · in serie C2 - 1977-78 · in serie C2 - 1978-79 · in serie C2 - 1979-80 · in serie C2 - 1980-81 · in serie C2 - 1981-82 · in serie C2 - 1982-83 · in serie C2 - 1983-84 · in serie C2 promozione in serie C1 - 1984-85 · in serie C1 - 1985-86 · in serie C1 - 1986-87 · in serie C1 - 1987-88 · in serie C1 - 1988-89 · in serie C1 - 1989-90 · in serie C1 - 1990-91 · in serie C1 - 1991-92 · in serie C1 - 1992-93 · in serie C1 - 1993-94 · in serie C1 promozione in serie B - 1994-95 · in serie B - 1995-96 · in serie B - 1996-97 · in serie B - 1997-98 · in serie B - 1998-99 · in serie B - 1999-2000 · in serie B - 2000-01 · in serie B - 2001-02 · in serie B Iscrizione in serie A - 2002-03 · 13º serie A retrocessione in serie B Iscrizione in serie C - 2003-04 · in serie C - 2004-05 · in serie C - 2005-06 · in serie C - 2006-07 · in serie C promozione in serie B - 2007-08 · 10º girone B serie B retrocessione in serie C - 2008-09 · in serie C - 2009-10 · in serie C - 2010-11 · in serie C promozione in serie B - 2011-12 · 9º girone C serie B - 2012-13 · 9º girone C serie B - 2013-14 · 9º girone C serie B - 2014-15 · 6º girone C serie B - 2015-16 · 12º girone C serie B retrocessione in serie C1 - 2016-17 · in serie C1 promozione in serie B - 2017-18 · girone C serie B |

## La squadra femminile
Nel 2011 venne istituita ufficialmente la squadra femminile del CUS Ferrara Rugby, che dalla stagione 2011-12 partecipa al campionato femminile.